# Giovanni Battista Ansoldi
Giovanni Battista Ansoldi (Milano, 19 agosto 1916 – Milano, 23 luglio 1979) è stato un imprenditore e produttore discografico italiano, fondatore della casa discografica Ri-Fi.

## Biografia
Giovanni Battista Ansoldi nasce nel 1916, da una madre originaria di Ferrara e da un padre defunto nel primo conflitto mondiale, conosce e sposa nel 1948 Ines (Taranto, 1917 - Vertova, 1991), e dalla loro unione nascono due figlie: Nicoletta (Milano, 1950) e Chiara (Milano, 1954), alla quale si aggiunge il figlio della moglie, Antonio detto Tonino (Taranto, 1934), adottato da Giovanni Battista, da cui prende il cognome, e che lo seguirà nel corso della sua esperienza nella discografia, diventandone la spalla, Ansoldi coinvolse nella propria attività anche le due figlie nel corso degli anni settanta, le quali ricoprivano ruoli minori rispetto al padre e al fratello maggiore.

## La Ri-Fi e il successo nella discografia
Dopo essersi dedicato a un'attività imprenditoriale in proprio nel campo delle materie plastiche, nel 1959 decide di immettersi nel mercato della discografia, prevedendo il successo che di li a poco quel mercato avrebbe avuto, fondando assieme al produttore discografico Alberto Carisch la etichetta discografica Ri-Fi, con sede a Milano in corso Buenos Aires 77. A seguito di questo sodalizio professionale, Giovanni Battista diventerà l'amministratore delegato dell'etichetta, e Carisch diventerà editore musicale di riferimento della casa discografica con la Southern Music, con la denominazione di Ri-Fi Record Company (che poi divenne in seguito Ri-Fi Industrial Group).
A seguito della nomina del figlio Tonino a direttore artistico, la Ri-Fi riuscì a scoprire e lanciare molti nuovi artisti, come: Iva Zanicchi, Corrado Castellari, Giuliano e i Notturni, Franco Simone, I Giganti, I Califfi e Cristiano Malgioglio, e a mettere sotto contratto artisti già legati ad altre etichette, tra i quali Mina, Fausto Leali, Fred Bongusto, Giorgio Gaber, Tony Dallara, e Memo Remigi, e distribuì per un certo periodo alcuni singoli, come Stai lontana da me e Pregherò per Adriano Celentano, prodotti dall'etichetta del cantante milanese.
Artista di punta della Ri-Fi fu però Iva Zanicchi, che negli anni sotto contratto con l'etichetta milanese raggiunse un successo internazionale e si aggiudicò per ben tre volte il Festival di Sanremo: nel 1967 con Non pensare a me, nel 1969 con Zingara e nel 1974 con Ciao cara come stai?, successi che condussero la cantante a svolgere tournée internazionali e ad essere la prima cantante italiana ad esibirsi, nel 1973, al Madison Square Garden di New York.
Nel 1967 Iva Zanicchi sposò, con cerimonia privata a Bologna, Tonino Ansoldi, e dalla loro unione nacque la figlia Michela, nel dicembre dello stesso anno.
Sul finire degli anni sessanta la Ri-Fi divenne concessionaria italiana per le due major americane Motown Records, e Atlantic Records, per la quale incidevano numerosi artisti di successo dell'epoca, come Otis Redding, Michael Jackson, Marvin Gaye, Diana Ross, Stevie Wonder, Aretha Franklin, Led Zeppelin e Wilson Pickett che partecipò al Festival di Sanremo 1968 cantando in coppia con Fausto Leali la canzone Deborah.
È stato per numerosi anni presidente dell'Associazione fonografici italiani, con la quale combatté la pirateria e il mercato nero della discografia.
A seguito della morte improvvisa di Giovanni Battista, nel 1979, la guida della casa discografica passa al figlio Tonino, sotto il quale conosce un lento declino, fino al cessare dell'attività qualche anno dopo.

## Riconoscimenti
Sotto la giunta del sindaco Carlo Tognoli, nel 1977 fu insignito della cittadinanza benemerita di Milano.

## Morte
A seguito di un ictus da cui fu colpito nell'ottobre del 1978, dopo dieci mesi in cui la sua attività fisica e lavorativa fu nettamente limitata, morì la notte del 23 luglio 1979, nella sua casa di Milano, per un edema polmonare, all'età di 62 anni. I funerali si svolsero nella basilica di San Babila e vi parteciparono diversi esponenti del mondo della discografia italiana. Venne sepolto al cimitero maggiore di Milano; dopo l'esumazione per fine concessione, i suoi resti giacciono al riparto 124, tumulati nella celletta 9957.